# Karl Brommann
Karl Brommann (20 de julho de 1920 - 30 de junho de 2011) foi um oficial alemão que serviu durante a Segunda Guerra Mundial. Foi condecorado com a Cruz de Cavaleiro da Cruz de Ferro.

## Carreira
Nascido em Neumünster, na região de Holstein, Brommann voluntariou-se para a SS em 1937, quando ainda tinha 17 anos de idade. Designado para o Standarte Brandenburg, em 1938 ele tomou parte na anexação da Áustria e na ocupação dos Sudetos, na Tchecoslováquia.
Após a ocupação da Noruega em maio de 1940, Hitler decidiu formar uma nova unidade SS para guardar a fronteira ártica daquele país com a União Soviética, e Brommann foi um dos que foram enviados para lá. Com o início da Operação Barbarossa em junho de 1941, essa unidade foi transformada na 6ª Divisão de Montanha-SS “Nord”, lutando ao lado dos finlandeses na frustrada tentativa de tomar o porto de Murmansk. Brommann foi ferido seriamente duas vezes, e ficou quase um ano recuperando-se no hospital.
Quando recuperou-se, foi enviado para a 11ª Divisão Panzergrenadier-SS “Nordland”, lutando no front leste a partir de maio de 1943, sendo promovido a SS-Oberscharführer. Em outubro do mesmo ano, ele foi transferido para o 103º Batalhão Pesado Panzer-SS (sSSPzAbt), treinando no PzKw VI Tiger. Em 17 de outubro de 1944, o batalhão, agora renomeado 503º sSSPzAbt, recebeu seus primeiros Königstigers, e Brommann, após passar pela escola de oficiais e ser comissionado SS-Untersturmführer, recebeu o comando de um dos tanques. Enviados para o front na Prússia Oriental em 27 de janeiro de 1945, os homens viram combate na região de Stettin, protegendo a fuga dos refugiados do avanço do Exército Vermelho. Na noite de 17 de fevereiro foram embarcados num trem para Danzig, onde uma grande formação blindada soviética ameaçava a cidade. Durante esses combates, Karl Brommann destruiu nada menos que 66 tanques soviéticos, 44 canhões antitanque e outros 15 veículos, sendo mencionado nos despachos da Wehrmacht em 10 de abril de 1945. Pouco depois ele foi ferido seriamente na cabeça, sendo evacuado para Flensburg. Por seus extraordinários feitos, Brommann foi condecorado com a Cruz do Cavaleiro da Cruz de Ferro em 29 de abril de 1945.
Capturado pelos britânicos em 21 de maio, ele foi mantido em cativeiro até novembro de 1947. Após ser libertado, estudou para ser técnico de laboratório odontológico na Universidade Clínica da Alemanha, trabalhando nessa área até aposentar-se. Karl Brommann tornou-se recluso em seus últimos anos, e não falava muito sobre a guerra.

### Patentes
SS-Untersturmführer

### Condecorações
| Cruz de Ferro 2ª Classe                                |
| Cruz de Ferro 1ª Classe                                |
| Cruz de Cavaleiro da Cruz de Ferro 29 de abril de 1945 |